# 达瓦孜
达瓦孜（維吾爾語：دارۋاز‎，拉丁维文：darwaz）是流传于中华人民共和国新疆维吾尔自治区维吾尔居民中的走钢丝杂技。一般在古尔邦节、诺鲁孜节等重大节日时表演。是中华人民共和国国家级非物质文化遗产代表性项目。其传承人为阿迪力·吾守尔。

## 传说与历史

### 传说
达瓦孜由来的传说有很多，其一是古时候，维吾尔人居住的地区来了一只妖怪，妖怪的残害使得当地百姓叫苦不迭。后来一个年轻人在地面上竖起30米高的长竿，并将一根60米长的绳索一头连接到竿顶，另一头钉于地下，他沿着绳索走向高竿与妖怪搏斗并最终杀死了妖怪。人们为了纪念这个年轻人，从此开始了达瓦孜运动。另一则传说则讲述了乌勃利沙拉打败魔鬼老婆子的故事。在现在乌什县一带，曾出现过一眼泉水。泉水浇灌了当地的稻田和草场，使得粮食丰收，草场肥美。泉水中间有一棵大树，爬上树顶能看到远山处出现的城市、楼阁与宫殿。一日，三个魔鬼老婆子想要占有这颗大树，她们开始使用魔法驱赶当地的百姓。一个叫乌勃利沙拉的年轻人为了对抗她们，竖起了一根木竿，木竿顶上有一根绳索一直垂到地上。乌勃利沙沿着绳子走向天空，最终打败了魔鬼老婆子。当地人为了感谢乌勃利沙拉，每逢节日就举办达瓦孜表演纪念他。这些流传较广且完整的达瓦孜起源传说多次提到了图兰国（Turanili）和图兰城（Turan）以及秦玛秦（Qinimaqin）与玛秦（Maqin）的地名与城市名。代表着达瓦孜表演与城市文明发展相关。

### 古代记载
在达瓦孜一词出现之前，对类似的走绳索形式的运动或表演已经有所记载。库尔班·巴拉提所著的史诗集《白头巾女神》记载有在现在在南疆生活的维吾尔人的祖先还在信仰萨满教的时候，人们已经开始在丰收之时架起木桩，架设绳索，弹奏乐器，进行达瓦孜形式的表演，在表演进行的时候萨满会对信徒们进行解说。达瓦孜形式的运动最早于汉代为中原人所知，东汉张衡在《西京赋》中曾记载西汉元封三年时汉武帝召集各族艺人表演之事，其中就包括走绳索。在《续汉书·礼仪志》中也对达瓦孜相似的表演过程有所记载。另外，在山东省沂南县的汉墓石刻中就有在绳索上表演舞剑的绳技的内容。在唐代，天宝年间的进士封演曾撰写的《封氏闻见记》，就记载了开元二十四年（公元736年）时的一场绳技表演。
这种与达瓦孜形式类似的走绳索表演来可能自于西域。唐代史学家杜佑在其所著《通典》中直接将绳戏与西域连接了起来，他认为包括高涉（绳戏）在内的散乐杂戏皆来自西域。明代文献学家王圻及其子王思义所著的《三才图会》也认为绳戏大概率来自西域。清代《清朝文献通考》记载有“回部乐伎铜绳”的相关内容。乾隆、嘉庆年间的文学家赵翼所著《檐曝雜記》对新疆维吾尔人的绳伎有所记载。绳伎在当时不仅在新疆范围内流行，也传入京城，由武备院管理供当时的皇帝观赏。不过因为“人坠而下”导致达瓦孜表演不得设，绳伎自此离开了清宫。这种绳伎表演形式与现在的达瓦孜基本相同。除了史籍资料外，新疆境内也出土了很多与达瓦孜形式表演相关的壁画、佛像。在新疆阿克苏地区克孜尔千佛洞有描绘达瓦孜形式表演的壁画。吐鲁番地区阿斯塔那古墓群也曾出土过公元7世纪到公元8世纪的达瓦孜形式类似的佛像。
达瓦孜一词最早出现在11世纪语言学家麻赫穆德·喀什噶里所撰写的《突厥语大词典》之中，记载有突厥语伊波拉第（aryibladi）意思是表演走达瓦孜，在绳索上玩耍。达瓦孜为维吾尔语，是借用波斯语而来，其中“达（Dar）”为悬空之意，“瓦孜（Waz）”则有嗜好做某事之人之意。喀什地方史学家依迷尔·玉塞荫卡仔阿訇所著的《历史诗集》中记载有达瓦孜运动流行于图古鲁克铁穆尔汗时期，达瓦孜表演者叶尔夏提和迪尔夏提会带着徒弟到图古鲁克铁穆尔汗控制的地区表演各种技巧的达瓦孜。

### 近当代发展
中华民国成立后，1916年，受北洋政府财政部的委派谢彬前往新疆调查财政，并将自己的所见所闻记录在《新疆游记》之中。《新疆游记》中对达瓦孜也有所记录。一直到二十世纪40年代，达瓦孜民间班社陆续出现在塔里木盆地南部和西南部。他们会沿着阿克苏、库车等地的城镇农村开始，一直到东疆吐鲁番、哈密一带以及北疆的迪化城、伊犁道等地表演达瓦孜。阿西姆阿吉家族在十九世纪末到二十世纪30年代甚至前往印度、波斯各国、阿拉伯各国、埃及以及苏联等国家进行达瓦孜表演。表演达瓦孜的主要有四大班社，分别是吾守尔·木沙达瓦孜班社、阿西木达瓦灵敏班社、奴拉洪达瓦孜班社和艾山江民间达瓦孜班社。发展至今仅吾守尔·木沙达瓦孜班社在不断壮大，其他班社均已解散。
| 吾守尔·木沙达瓦孜班社传承谱系 | 吾守尔·木沙达瓦孜班社传承谱系 | 吾守尔·木沙达瓦孜班社传承谱系 | 吾守尔·木沙达瓦孜班社传承谱系 | 吾守尔·木沙达瓦孜班社传承谱系 |
| 代                            | 姓名                          | 性别                          | 出生日期/去世年龄             | 传承方式                      |
| ----------------------------- | ----------------------------- | ----------------------------- | ----------------------------- | ----------------------------- |
| 第一代                        | 托乎提                        | 男                            | 108岁                         | -                             |
| 第二代                        | 肉孜·托乎提                   | 男                            | 1746年                        | 家族传承                      |
| 第三代                        | 依拜布拉·肉孜                 | 男                            | 1800年                        | 家族传承                      |
| 第四代                        | 木沙·依拜布拉                 | 男                            | 1872年                        | 家族传承                      |
| 第五代                        | 吾守尔·木沙                   | 男                            | 1900年                        | 家族传承                      |
| 第六代                        | 阿迪力·吾守尔                 | 男                            | 1970年                        | 师承                          |
| 第六代                        | 买买提吐尔逊·祖农             | 男                            | 1966年                        | 师承                          |
| 第六代                        | 热依汗古丽·祖农               | 女                            | 1974年                        | 师承                          |
| 第七代                        | 阿依奴尔·艾山                 | 女                            | 1973年                        | 师承                          |
| 第七代                        | 阿不来提·艾山                 | 男                            | 1973年                        | 师承                          |
| 第七代                        | 赛买提·艾山                   | 男                            | 1984年                        | 师承                          |
| 第七代                        | 米克力古丽                    | 女                            | 1978年                        | 师承                          |

| 阿西木达瓦灵敏班社传承谱系 | 阿西木达瓦灵敏班社传承谱系 | 阿西木达瓦灵敏班社传承谱系 | 阿西木达瓦灵敏班社传承谱系 | 阿西木达瓦灵敏班社传承谱系 |
| 代                         | 姓名                       | 性别                       | 出生日期                   | 传承方式                   |
| -------------------------- | -------------------------- | -------------------------- | -------------------------- | -------------------------- |
| 第一代                     | 泰外库力                   | 男                         | -                          | 师承                       |
| 第二代                     | 热合木图拉                 | 男                         | -                          | 家族传承                   |
| 第三代                     | 阿西木·热合木图拉          | 男                         | 1866年                     | 家族传承                   |
| 第四代                     | 斯迪克·阿西木              | 男                         | 1910年                     | 家族传承                   |

| 奴拉洪达瓦孜班社传承谱系 | 奴拉洪达瓦孜班社传承谱系 | 奴拉洪达瓦孜班社传承谱系 | 奴拉洪达瓦孜班社传承谱系 | 奴拉洪达瓦孜班社传承谱系 |
| 代                       | 姓名                     | 性别                     | 出生日期                 | 传承方式                 |
| ------------------------ | ------------------------ | ------------------------ | ------------------------ | ------------------------ |
| 第一代                   | 奴拉洪                   | 男                       | 1927年                   | 家族传承                 |
| 第二代                   | 卡米力·艾力沙            | 男                       | 1979年                   | 师承                     |

| 艾山江民间达瓦孜班社传承谱系 | 艾山江民间达瓦孜班社传承谱系 | 艾山江民间达瓦孜班社传承谱系 | 艾山江民间达瓦孜班社传承谱系 | 艾山江民间达瓦孜班社传承谱系 |
| 代                           | 姓名                         | 性别                         | 出生日期                     | 传承方式                     |
| ---------------------------- | ---------------------------- | ---------------------------- | ---------------------------- | ---------------------------- |
| 第一代                       | 艾山江                       | 男                           | 1945年                       | 家族传承                     |

中华人民共和国成立后，1951年阿西木·热合木图拉和他的儿子斯迪克·阿西木、奴热·阿西木建立了属于阿克苏地区的艺术团。第二年奴热·阿西木在伊犁专区建立杂技团。1955年，吾守尔·木沙落户英吉沙县，并与玉素甫江·木沙等人一起成立“英吉沙县杂技队”前往各地演出。第二年，新疆文化厅将英吉沙县杂技队更名为“新疆民间杂技团”。这一年，艾拜都拉建立天山杂技团。1958年，以新疆民间杂技团与天山杂技团为基础建立新疆人民杂技团。1960年，新疆人民杂技团解散。1964年在自治区文化监督局的安排下。以吾守尔达瓦孜班社为基础与喀什地区的艺术团合并，恢复新疆人民杂技团的名称，由喀什专区管理。而天山杂技团为主的杂技团成员被下放到乌鲁木齐县进行支农劳动改造。1966年新疆人民杂技团解散，其成员分别被下放到乌恰乡、喀什市等地进行劳动改造。1972年，西北五省农业学大寨代表前往英吉沙县参观。欢迎演出中的达瓦孜表演获得好评，于是生产大队出资成立“英吉沙杂技团”在各地演出。到二十世纪90年代，各地维吾尔族达瓦孜表演人员被新疆维吾尔自治区人民政府编入新疆杂技团，组成一只演出队前往全国演出。
进入二十一世纪以后，2001年，新疆喀什地区举办首届达瓦孜民间艺术节。2004年，阿迪力·吾守尔创办的达瓦孜传播有限公司成立，这标志着达瓦孜表演项目开始商业化。此后，达瓦孜艺人们开始尝试不同的表演形式，2009年起，达瓦孜表演作为音乐杂技剧《你好，阿凡提》的表演项目之一在乌鲁木齐、北京、武汉、香港等地上演。2019年，达瓦孜艺人阿迪力·牙森曾登上《中国达人秀》的舞台。一些达瓦孜艺人尝试在达瓦孜表演中加入芭蕾舞等元素或是穿着高跟鞋完成达瓦孜表演。2021年，达瓦孜艺人阿迪力·牙森在广东卫视播出的杂技文化节目《技惊四座》中表演达瓦孜。
达瓦孜艺人在少数民族运动会和全国杂技比赛中获得过一些奖项。吾守尔·木沙于1953年受邀参加天津举办的“全国民族体育形式、表演及竞赛大会”（首届中华人民共和国少数民族传统体育运动会）。到了1994年，第四届全国少数民族体育运动会中，达瓦孜获得第一次设立的表演奖。1999年，达瓦孜艺人阿迪力·吾守尔在第七届中国吴桥国际杂技艺术节中以《高空钢丝》为名，获得金狮奖。2004年，达瓦孜艺人阿不来提·麦军在第六届全国杂技比赛中获得金狮奖。2019年，阿迪力·吾守尔带队在第十一届全国少数民族传统体育运动会中，获得金奖。同在这一年，达瓦孜表演荣获第六届中国国际马戏节特别荣誉奖。
作为非物质文化遗产，2006年，达瓦孜以“维吾尔族达瓦孜”的名义被列入第一批中华人民共和国国家级非物质文化遗产代表性项目名录。2007年，阿迪力·吾守尔成为第一批国家级非物质文化遗产传承人。在达瓦孜的传承方面，2007年，新疆英吉沙县阿迪力达瓦孜学校建设完成。2011年，英吉沙达瓦孜艺术传承中心成立，继承中心由阿迪力·吾守尔创办。2016年7月初，“达瓦孜运动项目青年人才培养计划”培训班在新疆艺术剧院、新疆杂技团等地举办，此次培训班的网上报名人数超过500人。

## 表演形式与过程
达瓦孜多在古尔邦节、诺鲁孜节等重大节日时在户外表演，不过平时在有达瓦孜的场地也会有维吾尔年轻人在上面走一走，斋月期间，达瓦孜艺人一般不进行达瓦孜表演。达瓦孜表演地点多是在南疆地区维吾尔人聚居的地方，另外，达瓦孜也会被当作招揽游客的广告和吸引游客观光的噱头。参与表演的演职人员主要是职业的杂技团演员，不过除了职业的达瓦孜班社外，也有兼职的达瓦孜艺人，他们有当地的农民、打馕的馕师或是制作英吉沙刀的工匠。

### 演出道具
达瓦孜表演的架子主要由主杆、牌楼、主绳、副杆、斜拉绳、固定索、固定桩等构成。其中主杆选用的是几根连接在一起的笔直的树木。地面部分高大概20米。主绳过去一般选用粗麻绳或山羊毛绳，长约80米。现代主要选用由钢丝与麻绳交缠而成的绳索。副杆的作用是将主绳撑起，分三段，各选用两对9到15米的木杆。斜拉绳设置的目的为减少主绳晃动，在高低不同的位置至少设置7对斜拉绳。
表演时使用的常用道具包括服装、平衡杆等道具，也会用到红布、铁皮盘子、独轮车、靠背椅、空竹等不同表演项目的道具。表演达瓦孜的艺人会头戴扁皮帽或缠散兰（由棉布以及丝绸制作的若干米长未经剪裁的布）。上身穿的翻领衫在袖口、领口和前胸处有维吾尔族传统图案。外披以红色、紫色或者其他颜色为主且艳丽的短外套并带有不同颜色腰带，下身穿长裤或短裤。艺人的平衡杆为大概6米，8公斤的木棍。红布是用来表演蒙眼走项目时，蒙眼的道具，一般为0.8米长，0.3米宽的红布。在达瓦孜表演开始之前，达瓦孜艺人会骑着一匹经过装扮白马登场。马头顶上有超过10厘米的三色艾德莱斯绸作为装饰。一圈铜铃会系在马脖之上，马鞍周围则会盖着卷布，屁股上盖着月牙形状的毛毯。达瓦孜表演时会有唢呐和那格拉鼓为其伴奏。

### 达瓦孜表演过程
表演开始前，达瓦孜艺人会进行伊斯兰教礼拜。演出便随着唢呐和那格拉鼓响起而开始。达瓦孜艺人骑马入场，然后其他演员表演地面节目烘托气氛，如翻跟头等杂耍。达瓦孜表演正式开始时，艺人手持平衡杆从地面上第一段主绳，然后在第二段主绳表演前进、后退、跳绳等简单技巧。到走到主绳第三段时，达瓦孜艺人开始表演如蒙眼走、绑盘走、骑绳、盘腿坐等比较高难度的技巧。在最后一段主绳中，艺人会在45度倾斜度的绳子上冲刺到牌楼下方，表演倒悬等高难度动作。最后达瓦孜艺人会由着绳索将他放回到地面，整个达瓦孜表演结束。

## 衍生文化
达瓦孜被民间艺人改编为达瓦孜舞。达瓦孜舞多为男子单人舞，其表演形式即模仿高空走绳。表演时舞者手持长棍，通过前后左右的晃动表现在绳上的不稳，脚下用“前后点步”，交替做“单脚跳步”等动作，有时会突然跳起，模仿坐绳技巧。表演中，舞者会通过耸肩等滑稽动作或面带夸张惊恐的表情，让舞蹈富有趣味。舞蹈常伴奏常用手鼓、萨塔尔等，也可以用纳格拉鼓、苏乃依结合的鼓吹乐伴奏。